# Aspilota longifemur
Aspilota longifemur är en stekelart som beskrevs av Papp 2001. Aspilota longifemur ingår i släktet Aspilota och familjen bracksteklar. Inga underarter finns listade.